# Tomoki Taniguchi
Tomoki Taniguchi (japanisch 谷口 智紀 Taniguchi Tomoki; * 22. Oktober 1992 in der Präfektur Kyoto) ist ein japanischer Fußballspieler.

## Karriere
Taniguchi erlernte das Fußballspielen in der Schulmannschaft der Takigawa Daini High School und der Universitätsmannschaft der Ritsumeikan-Universität. Seinen ersten Vertrag unterschrieb er 2015 bei Nara Club. Der Verein spielte in der vierten Liga, der Japan Football League. Für den Verein absolvierte er 49 Ligaspiele. 2017 wechselte er nach Numazu zum Drittligisten Azul Claro Numazu. Für Numazu absolvierte er 77 Drittligaspiele und schoss dabei zwei Tore. Im Januar 2021 unterschrieb er einen Einjahresvertrag beim Ligakonkurrenten Gainare Tottori. Für den Verein, der in der Präfektur Tottori beheimatet ist, kam er einmal zum Einsatz. Im Januar 2022 ging er in die vierte Liga, wo er sich dem FC Osaka in Osaka anschloss. Am Ende der Saison wurde er mit Osaka Vizemeister der vierten Liga und stieg somit in die dritte Liga auf.